# Michel Suffran
Michel Suffran (Burdeos, Gironda; 1 de noviembre de 1931 - Burdeos, 5 de julio de 2018) fue un novelista y dramaturgo, además de médico, francés. Recibió el Prix Durchon-Louvet, concedido por la Academia Francesa, por su obra La nuit de Dieu en 1987.
Su colega, Eugène Ionesco, llegó a decir de su obra lo siguiente:

Deslumbrado, incluso angustiado, por el libro de Michel Suffran, La nuit de Dieu. ¿Cómo es posible que este escritor no sea más conocido?